# نادي الشمال
نادي الشمال الرياضي نادي كرة قدم قطري تأسس عام 1980.
قام بتأسيس نادي الشمال الرياضي السيد/ محمد بن بدر بن عبد الله السادة، وترأس النادي لمدة 25 عاماً تقريباً، وقد كانت فكرة تأسيس نادي الشمال هي فكرة / علي بن حسين بن صالح السادة (خال السيد/ محمد بن بدر السادة)، وكان نادي الشمال ومازال يناطح أقوى الأندية الرياضية في قطر

## تشكيلة الفريق
ملاحظة: تشير الأعلام إلى المنتخب الوطني على النحو المحدد في قواعد الأهلية للفيفا. قد يحمل اللاعبون أكثر من جنسية واحدة غير تابعة للفيفا.
| الرقم | البلد   | المركز | اللاعب                                |
| ----- | ------- | ------ | ------------------------------------- |
| 2     | قطر     | مدافع  | موفق عوض                              |
| 3     | المغرب  | مدافع  | يونس الحناش                           |
| 4     | السنغال | مدافع  | بيب أبو سيسيه                         |
| 5     | تونس    | وسط    | نعيم سليتي                            |
| 6     | إيران   | وسط    | أميد إبراهيمي                         |
| 7     | الجزائر | مهاجم  | محمد رفيق عمر                         |
| 8     | قطر     | وسط    | طلال شلة (معار من نادي المرخية)       |
| 9     | قطر     | وسط    | ناصر النصر                            |
| 10    | المغرب  | وسط    | يونس بلهندة                           |
| 11    | الجزائر | مهاجم  | بغداد بونجاح                          |
| 12    | قطر     | وسط    | محمد المناعي                          |
| 13    | قطر     | وسط    | مروان براميل U21                      |
| 15    | قطر     | وسط    | جاسم المهيري                          |
| 16    | قطر     | وسط    | عبد العزيز محمد (معار من نادي الدحيل) |

| الرقم | البلد    | المركز | اللاعب                              |
| ----- | -------- | ------ | ----------------------------------- |
| 17    | قطر      | مدافع  | محمد موسى                           |
| 19    | قطر      | وسط    | فيصل آزادي                          |
| 20    | قطر      | وسط    | صهيب جنان U21 (معار من نادي الدحيل) |
| 22    | قطر      | وسط    | الدوكالي الصيد                      |
| 23    | قطر      | مدافع  | محمد النعيمي (معار من نادي الدحيل)  |
| 24    | كولومبيا | مدافع  | جيسون موريو                         |
| 27    | السنغال  | مدافع  | جويي لايي (معار من نادي لوسيل)      |
| 30    | قطر      | حارس   | عمر باري                            |
| 33    | قطر      | وسط    | أحمد هجانة U21                      |
| 44    | قطر      | وسط    | مهدي سالم                           |
| 45    | قطر      | حارس   | عبد الله الراضي                     |
| 47    | العراق   | مدافع  | فهد وعد                             |
| 67    | قطر      | مدافع  | جاسم الهاشمي                        |
| 95    | غينيا    | حارس   | بابكر سيك                           |

### المعارون
ملاحظة: تشير الأعلام إلى المنتخب الوطني على النحو المحدد في قواعد الأهلية للفيفا. قد يحمل اللاعبون أكثر من جنسية واحدة غير تابعة للفيفا.
| الرقم | البلد | المركز | اللاعب                            |
| ----- | ----- | ------ | --------------------------------- |
| 14    | قطر   | وسط    | سالمين عتيق (معار إلى نادي الخور) |
| 18    | قطر   | وسط    | طلال منير (معار إلى نادي معيذر)   |

| الرقم | البلد     | المركز | اللاعب                              |
| ----- | --------- | ------ | ----------------------------------- |
| 21    | قطر       | حارس   | محمد كاديك (معار إلى نادي الشحانية) |
| --    | الأرجنتين | مدافع  | ماتياس ناني (معار إلى نادي الغرافة) |

## وصلات خارجية
- نادي الشمال الرياضي